# Eumops patagonicus
Eumops patagonicus és una espècie de ratpenat de la família dels molòssids. Viu a l'Argentina, Bolívia i el Paraguai. Els seus hàbitats naturals són els boscos i les zones afectades per l'activitat humana.